# アダム・ヨハンソン
アダム・ヨハンソン（スウェーデン語: Adam Johansson、1983年2月21日 - ）は、スウェーデンの元サッカー選手。元スウェーデン代表。ポジションはDF。

## クラブ歴
2005年にヴェストラ・フルルンダIFからIFKヨーテボリに移籍。当初はレギュラーとしては考えられていなかったが、2007年にはレギュラーとしてアルスヴェンスカン26試合中24試合にスターティングメンバーとして出場するようになり、この年にリーグ制覇を成し遂げた。2009年には本職の右サイドバックではなく、左サイドバックとして起用される事も多かった。2010年12月にはサンダーランドAFC、ACFフィオレンティーナが獲得に動いたが、ヨーテボリに残留した。
2011年12月29日にメジャーリーグサッカーのシアトル・サウンダーズFCに加入、ジェイムズ・リリーの代わりとしての獲得であった。契約前には当時ニューヨーク・レッドブルズで監督を務めていたハンス・バッケやシアトル・サウンダーズに既に在籍していたフリベリにリーグの事を聞いており、2012年1月にアリゾナ州で行われるキャンプでチームに合流した。3月8日のCONCACAFチャンピオンズリーグ2011-12準々決勝で移籍後初出場。メジャーリーグサッカーでは同月17日に初出場した。ハムストリングスの怪我もあって夏まではレギュラーを掴み取る事が出来なかったため、ニューヨーク・レッドブルズ戦で2アシストを記録し2-2の引分に試合をした他方、USオープンカップには全く出場出来ず、8月に行われたCONCACAFチャンピオンズリーグ2012-13の試合も僅かに1分の出場に止まった。2013年3月19日にシアトル・サウンダーズを退団。
その後は再びIFKヨーテボリに加入し、2016年まで在籍した。同年に選手を引退した。

## 代表歴
U-21代表として2002年から2005年にかけての3年間出場していた。
2009年1月24日に行われたアメリカ合衆国代表戦でA代表初出場となったが、マーベル・ウインを引っ掛けてペナルティキックを献上、この1点が仇となり3-2で敗北した。2010 FIFAワールドカップ・ヨーロッパ予選には3月28日のポルトガル代表戦で初出場、0-0のドローで試合は終った。同予選には他2試合に出場したが、スウェーデンは本戦進出とならなかった。
2010年内はUEFA EURO 2012予選・グループEにも親善試合にも招集されなかったが、2011年1月19日に行われたボツワナ代表戦で1年半ぶりに代表復帰。2月の代表戦でもキプロス代表戦には出場した。同年も親善試合のみの出場でUEFA EURO 2012予選には招集されなかった。
2012年になってもバーレーン代表、カタールU-23代表戦の親善試合で出場したのみであった。UEFA EURO 2012には招集されず、その後も中国代表との親善試合で20分に負傷交代したミカエル・ルスティグに代わって投入されたのみであった。同年内に行われた2014 FIFAワールドカップ・ヨーロッパ予選グループCにも招集はされど出場は出来ずじまいであった。
2013年はキングスカップ2013の準決勝で出場すると、PK戦の末に勝利して進んだ決勝でも出場した。同年、2014 FIFAワールドカップ・ヨーロッパ予選2試合に出場したのが、代表としての最終試合であった。

## 私生活
プロサッカー選手になる以前にヨーテボリ大学で政治、経済、歴史、国際関係学を学んだ。
好きな歌手としてヨアキム・トストルムをあげており、ゲーム番組のポ・スポレットのファンである。